# Полтавская агломерация
Полта́вская агломера́ция (укр. Полтавська агломерація) — городская агломерация в Полтавской области Украины с центром в городе Полтава. Простирается в долине реки Ворскла. Агломерация создана на перепутье главных транспортных путей и является древним культурным центром. Центр машиностроительной промышленности и развитого сельскохозяйственного района. Агломерацию обслуживают Днепровский международный аэропорт и Харьковский международный аэропорт.

## Состав
- город областного значения: Полтава.
- районы: Полтавский район.

## Статистика
- Численность населения — 462 400 человек.
- Площадь — 4 277 км².
- Плотность населения — 108,1 человек/км².